# 克里斯托弗·肖爾曼
克里斯托弗·肖爾曼（英語：Christopher Showerman；1971年6月24日—），是一位美國男演員，因出演過電影《森林泰山2》飾演喬治而知名。

## 電影
| 年分 | 中文譯名  | 英文譯名               | 角色 |
| ---- | --------- | ---------------------- | ---- |
| 2003 | 森林泰山2 | George of the Jungle 2 | 喬治 |

## 外部連結
- 克里斯托弗·肖爾曼在互联网电影资料库（IMDb）上的資料（英文）